# Fred Harvey Company

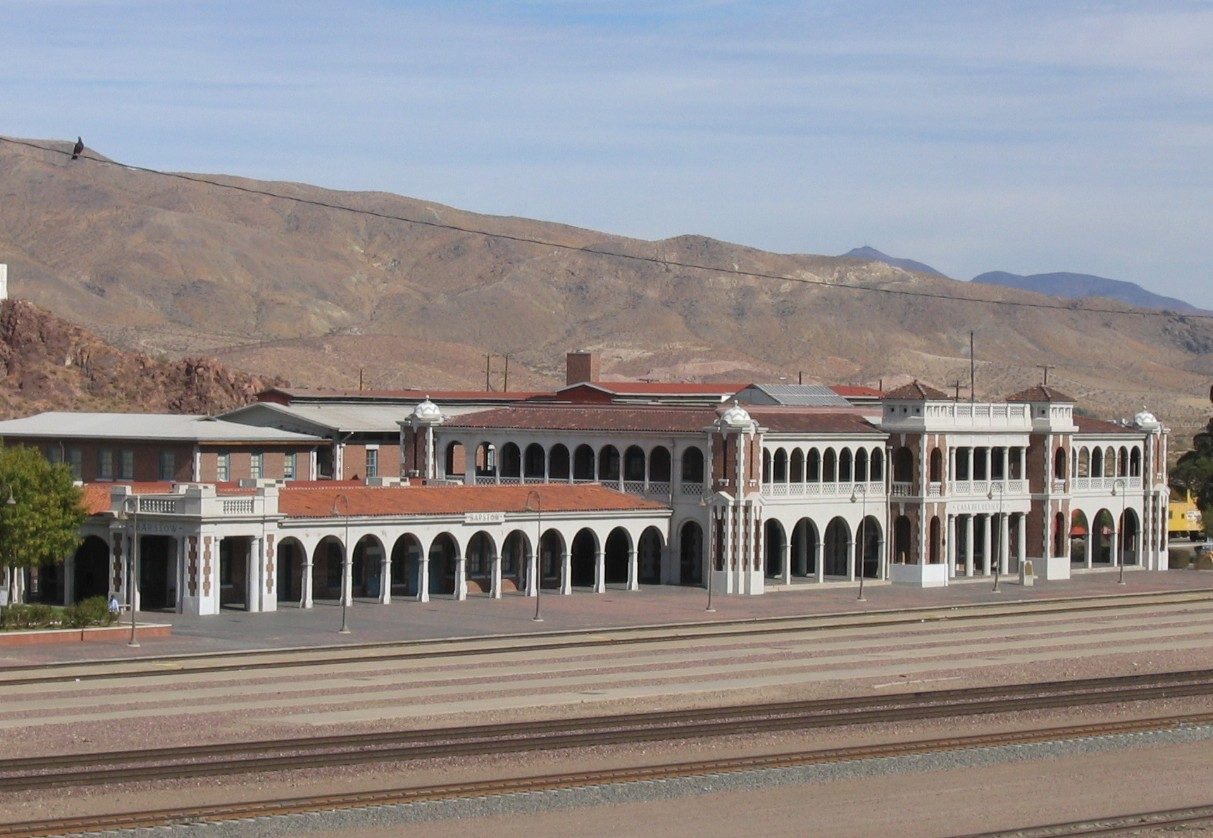
La Casa del Desierto i Barstow i Kalifornien

Fred Harvey Company var en amerikansk restaurang- och hotellkedja.

## Historik
År 1876 öppnade Fred Harvey, då speditör för Chicago, Burlington & Quincy Railroad, två järnvägsmatställen i Wallace, Kansas och Hugo, Colorado vid Kansas Pacific Railway. Denna rörelse bedrevs bara under ett år, men gav Harvey mersmak. Chicago, Burlington och Quincy Railroad tackade nej till hans förslag om att etablera en kedja av restauranger vid alla stationer med matuppehåll, men Atchison, Topeka & Santa Fe Railway kom i stället att ingå avtal med Harvey om att på försök etablera restauranger. 
År 1878 grundade Harvey en första restaurang i Florence i Kansas och utökade snart därefter rörelsen. Han blev också drivande i att främja turism i USA:s sydvästra delstater under slutet av 1800-talet. Företaget höjde standarden inom hotellindustrin inom det som då var känt som "Vilda västern". Företaget överlevde Den stora depressionen och länge också den nedgång av passagerartrafiken på tåg som följde biltrafikens expansion. Företaget leddes av söner och sonsöner fram till 1965.
Med början under 1930-talet öppnade Fred Harvey Company matställen utanför Atchison, Topeka and Santa Fe Railways järnvägsnät, också på platser utan passagerartågtrafik. Den största restaurangen öppnades på Chicago Union Station, och andra på San Diego Union Station, San Francisco Bus Terminal och Albuquerque International Airport samt 1939 på Los Angeles Union Station.
Banden med Atchison, Topeka and Santa Fe Railway upprätthölls fram till 1968, då företaget övertogs av Amfac Corporation (från 2002 Xanterra Parks & Resorts).

## Harvey Girls

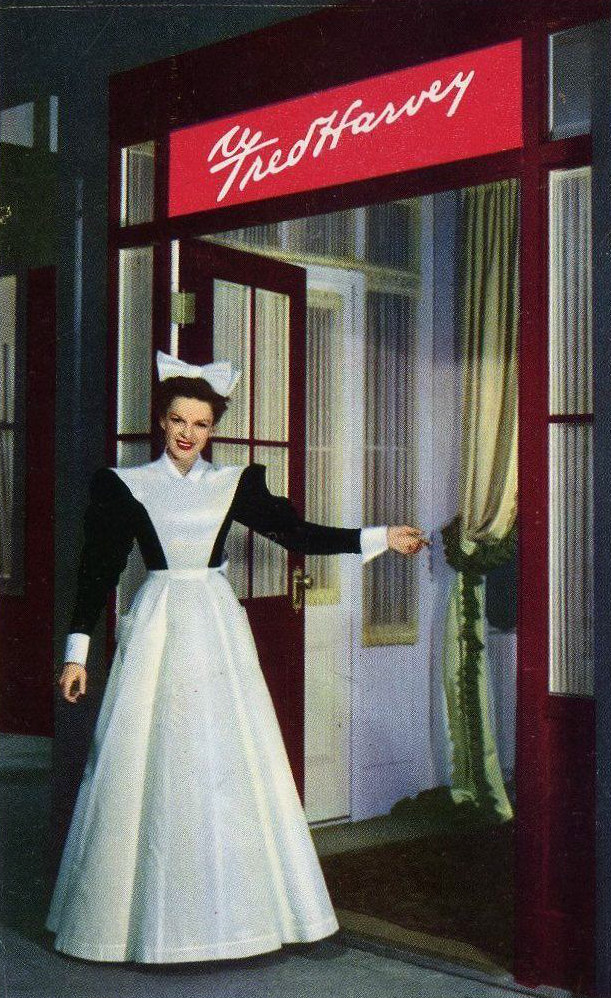
Judy Garland i The Harvey Girls

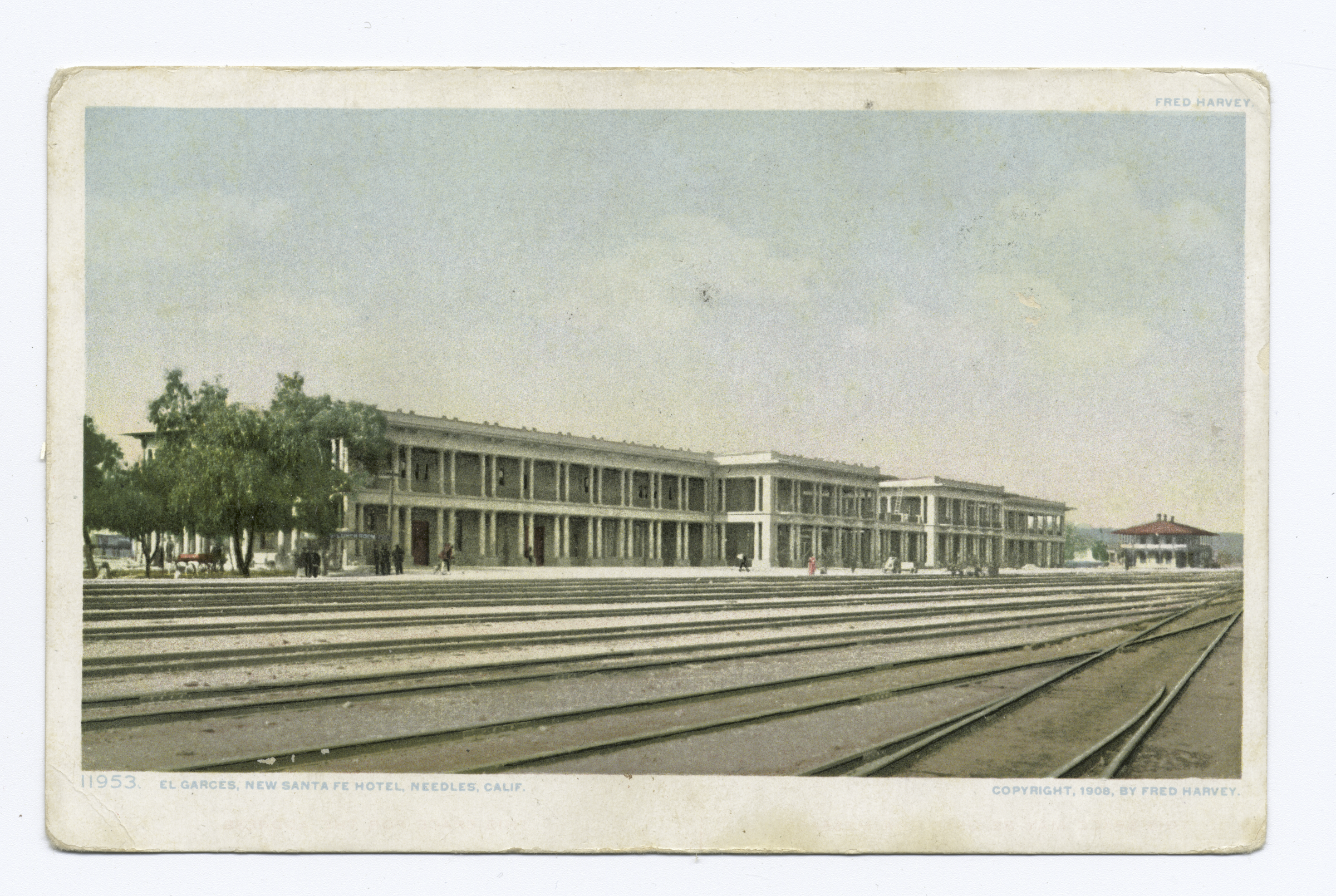
El Graces järnvägsstation, hotell och restaurang i Needles i Kalifornien, omkring sekelskiftet 1800/1900

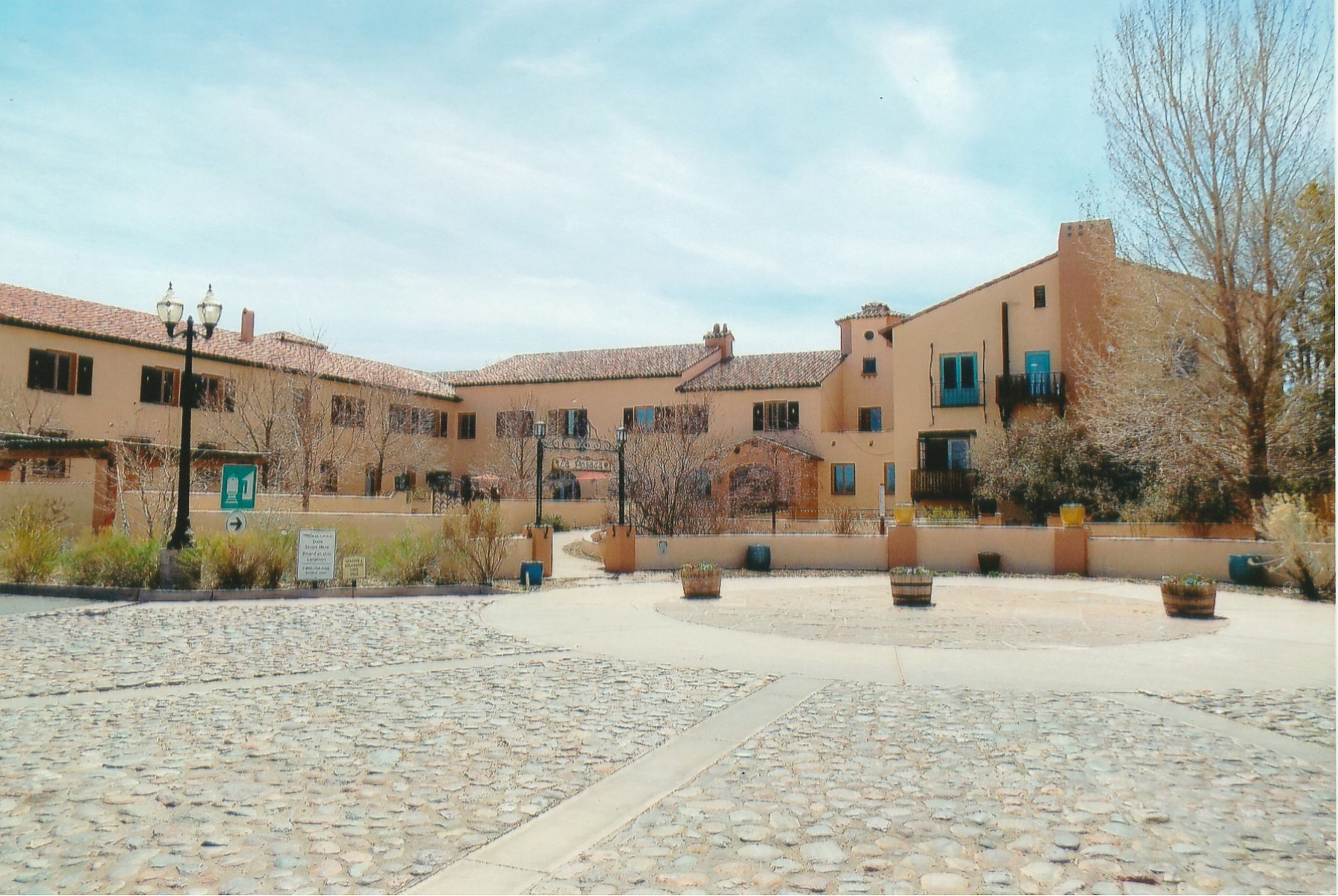
La Posada Hotel i Winslow, Arizona

Från 1883 genomförde Fred Harvey inrättande av en servitriskår bestående av yngre vita ogifta kvinnor. De som anställdes var ensamstående, väl uppfostrade och utbildade, 18–30 år gamla, kvinnor, och företaget införde annonser för detta i dagstidningar i västra USA och Mellanvästern.
De anställda servitriserna, som kom att kallas "Harvey Girls", var underkastade strikta regler, inklusive utegångsförebud efter kl 22:00. Regelsystemet övervakades av kvinnliga förmän som agerade husföreståndare. Servitriserna hade en uniform i svart och vitt i stärkt tyg, vilken hade formgivits för att inte framhäva kvinnliga former. Den bestod av en halvlång kjol, ett vitt förkläde, ogenomskinliga svarta strumpor och svarta skor. Håret hölls inom ett hårnät och var uppbundet med ett vitt band. Servitriserna fick inte anlägga makeup och fick inte tugga tuggummi under tjänstgöring. Regelsystemet ledde till att servitriserna fick ett rykte om sig att vara otadliga och också till att de blev attraktiva på äktenskapsmarknaden. De ansågs vara en grupp som hjälpte till att "civilisera USA:s sydvästra delar". Denna uppfattning uttrycktes också i en roman av Samuel Hopkins Adams från 1942, The Harvey Girls, samt i filmen The Harvey Girls från 1946.

## Hotell i urval
- Castañeda Hotel, Las Vegas, New Mexiko, öppnat 1891, renoverat och återinvigt 2019 efter att ha varit stängt under flera decennier
- The Alvarado, Albuquerque i New Mexiko, öppnat 1902, stängt 1969 och rivet
- El Tovar Hotel, Grand Canyon i Arizona, invigt 1905 och fortfarande i bruk
- El Garces, Needles i Kalifornien, uppfört 1906, stängt 1958, renoverat 2014
- La Casa del Desierto, Barstow i Kalifornien, öppnat 1911, stängt 1959, renoverat 1999 idag lokal för två museer och kontor för stadens administration
- La Fonda on the Plaza, Santa Fe i New Mexiko, uppfört 1922 och fortfarande i bruk
- La Posada Hotel, Winslow i Arizona, det sist öppnade Harvey House-hotellet, invigt 1930, renoverat och återöppnat 1997